# أسوانغ
أسوانغ يعد مصطلحًا عامًا لمجموعة من المخلوقات الشريرة القادرة على تغيير شكلها في الفولكلور الفلبيني، مثل مصاصي الدماء، والغيلان، والسحرة، ماصو الأحشاء والكائنات الهجينة بين الإنسان والحيوان (غالبًا كلاب أو قطط أو خنازير). يُعد الأسوانغ محور للعديد من الأساطير، والقصص، والأعمال الفنية، والأفلام، حيث يحظى بشهرة كبيرة في جميع أنحاء الفلبين. لاحظ المستعمرون الإسبان أن الأسوانغ كان الأكثر رعبًا بين المخلوقات الأسطورية في الفلبين، حتى في القرن السادس عشر. بالرغم من عدم وجود دافع واضح سوى إيذاء الآخرين، يمكن اعتبار سلوكها عكسًا للقيم التقليدية للفلبينيين. الأسوانغ تتمتع بشعبية كبيرة في المناطق الجنوبية من لوزون، وبعض أجزاء من مينداناو وبيسايا، وخاصة مقاطعة كابيز في بيسايا.

## الحسابات التاريخية
"السادس كان يُدعى سيلاغان، وكان عمله هو تمزيق كبد أي شخص يرتدي الأبيض وأكله، مما يتسبب في وفاته. وكان هذا في جزيرة كاتاندوانز. علاوة على ذلك، لا يعتبر أحد هذا أسطورة؛ لأنهم في كالفان قاموا بتمزيق جميع أمعاء كاتب عدل إسباني بهذه الطريقة عبر فتحة الشرج، وتم دفنه في كاليلايا بواسطة الأب فري خوان دي ميريدا.
كان السابع يُسمى مانانانغال، وكان هدفه الظهور ليلاً للعديد من الأشخاص بدون رأس أو أمعاء. كان يسير الشيطان بهذا الشكل أو يحمل رأسه أو يدعي حمله إلى أماكن مختلفة، ثم يعود به إلى جسده في الصباح، ويبقى كما كان سابقًا حياً. يبدو أن هذه خرافة، رغم أن السكان الأصليين يؤكدون أنهم رأوه، ربما لأن الشيطان جعلهم يعتقدون ذلك. حدث هذا في كاتاندوانيس.
الثامن كان يُسمى "أوسوانغ"، وهو ما يعادل كلمة "ساحر". يقولون إنهم رأوه يطير، وأنه كان يقتل الناس ويأكل لحمهم. كان هذا في جزر بيسايا؛ بين التاغالوس لم يكن لهذه الكائنات وجود.
الأب خوان دي بلاسنثيا، عادات التاغالوغ (1589)

## الوصف والتصنيف
بحسب ماكسيمو راموس، يمكن اعتبار مصطلح "أسوانغ" مصطلحًا جامعًا لمجموعة من الكائنات الخارقة للطبيعة في الفولكلور الفلبيني. يمكن تقسيم هذه الكائنات إلى خمس فئات تتوازى مع كائنات من التقاليد الغربية. وهذه الفئات هي: مصاص الدماء، وكيان يمتص الأحشاء ويقسم نفسه، والكلب المستذئب، والساحرة، والغول.

### مصاص الدماء
يتنكر أسوانغ مصاص الدماء في شكل امرأة جميلة. ويشترك في نظامه الغذائي القائم على الدم مع مصاصي الدماء في الثقافات الغربية. ولكنه يختلف في الطريقة، إذ يمتص الدم باستخدام لسان يشبه الخرطوم، بدلاً من الأسنان الحادة. علاوة على ذلك، لا يعيش الأسوانغ في القبور. يعيش البعض منهم في الغابات البعيدة عن التجمعات البشرية، ولكن يمكن للأسوانغ التسلل إلى المجتمع البشري عن طريق الزواج في مجتمع ما، إما بإبطاء سحب الدم من الزوج تدريجيًا، أو باستخدام المجتمع كملاذ فقط، ليغادروا ليلاً لمهاجمة قرى أخرى، مما يحافظ على هويتهم مستترة. أحد أمثلة أسوانغ مصاص الدماء هو ماندوروغو التاغالوغي، التاغالوغي، الذي يُقال إنه يعيش في منطقة كابيز.

### مصاص الأحشاء
مصاص الأحشاء، المعروف أيضًا باسم  ماناناغال، يُقال إن نظامه الغذائي يعتمد على الأعضاء الداخلية أو الإفرازات البلغمية للمريض. كما هو الحال مع أسوانغ مصاص الدماء، يتناول غذاءه باستخدام لسانه الذي يكون ضيقًا وأنبوبيًا، لكنه ليس مدببًا مثل مصاص الدماء. في النهار، يتخذ شكل امرأة جذابة ذات بشرة فاتحة وشعر طويل. في الليل، ينمو له جناحان وينقسم جسمه، تاركًا الجزء الأسفل من الجسم. يأخذ الحذر الشديد لإخفاء الجزء السفلي منه، ثم يطير بحثًا عن ضحايا. يجذبه بشكل خاص الأجنة النامية داخل النساء الحوامل. يُقال إن مصاصي الأحشاء يعيشون في مساكن عميقة داخل الغابة، إن لم يكن في الأشجار نفسها. ولكن مثل أسوانغ مصاص الدماء، يتسللون إلى المجتمعات البشرية عبر الزواج.

### الكلب المستذئب
ماكسيمو راموس يشير إلى هذه الفئة باسم الكلب المستذئب، رغم أن الكائن لا يتحول بالضرورة إلى كلب. يرى راموس أن الكائن المستذئب في منطقة معينة يُسمى نسبة إلى أكثر الكائنات شراسة فيها. وبناءً على ذلك، أوروبا لديها الذئاب المستذئبة ،والهند لديها نمور مستذئبة ، وأفريقيا لديها فهود مستذئبة. والفلبين لا يوجد بها ذئاب محلية، مما يجعل الكلب المستذئب هو المصطلح الأكثر ملاءمة. مثل أسوانغ السابق، يتسلل الكلب المستذئب إلى القرى ويتحول إلى كائن ليلاً، حوالي منتصف الليل. عادة ما يكون هذا الكائن كلبًا، لكن يمكن أن يكون أيضًا قطة أو خنزير. ثم يقتل الكلب المستذئب الناس ويأكلهم، خاصة النساء الحوامل على الطريق ليلًا، وينصح بعدم ترك شعرهن الطويل منسدلًا. (إذ يُقال إن هذا يحمي من هؤلاء الأسوانغ.) يُقال إن الكلب المستذئب يطور شهية للحوم البشر عن طريق تناول الطعام الذي بُصق عليه أو لعقه كلب مستذئب آخر. (يُقال الشيء نفسه عن مصاص الأحشاء.) وعلى عكس الأسوانغ السابق، فإن الكلب المستذئب لا يتسلل إلى المجتمعات البشرية عبر الزواج، بل كمسافر من نوع ما، مثل بائع متجول أو عامل بناء.

### الساحرة
يتمتع أسوانغ الساحرة بالانتقام الشديد، حيث تضع لعنات على من يتعارض معها بجعل أشياء معينة، مثل الأرز أو العظام أو الحشرات، تخرج من فتحات الجسم للمصاب باللعنة. للساحرات عيون تعكس الصور مقلوبة، بالإضافة إلى قزحيات طويلة. يعيشون في ضواحي المدن والقرى. تعتبر الساحرات في الفلبين مخيفات ويتجنبهن الناس ويكونون مكروهات. يمكن للساحرات أن يصبحن أسوانغ، فقط إذا كانت لديهن صفات معينة تتبع أسوانغ بالفعل. ثم يمكنهن أن يصبحن أسوانغ، وبذلك تصبح قوتهن أقوى، حتى أقوى من الساحرات الأخريات. إذا تم القبض على أسوانغ، يجب قتلهم على الفور دون تردد. أما بالنسبة للساحرات، فيكون هناك تجنب تام من قبل الناس، ويعاملون بالخوف. لكن إذا حدث حادث بالقرب من إقامة الساحرة، فهناك سبب للالتفات إلى الساحرة لإلقاء اللوم ومعاقبتها.

### الغول
يتم وصف الأسوانغ الغول كشبيه بالبشر ولكنهم عادة ما يكونون مخفيين. يتكون نظامهم الغذائي من جثث البشر، فهم يتغذون على الجيف. أظافرهم وأسنانهم حادة وقوية لتساعدهم في سرقة واستهلاك الجثث. يجعلهم نظامهم الغذائي يبعثون رائحة كريهة ونفاذة. يتجمعون في الأشجار بالقرب من المقابر لنبش واستهلاك المدافن الجديدة.

## السلوك
عادة ما يسكن الأسوانغ في الليل في أماكن مثل المقابر والغابات، حيث تتضاءل قوتهم بشكل كبير، أو أحيانًا تمامًا، خلال النهار. ومع ذلك، وعلى الرغم من وصفهم كوحوش برية تعيش في البرية وضواحي المجتمع، يتم وصف الأسوانغ أيضًا بأنهم مخلوقات قادرة على العيش بالقرب من أو حتى داخل حدود القرية، ما أدى إلى تقارير عدة عن هجمات الأسوانغ داخل المدن والبلدات الكبيرة المكتظة بالسكان. تُعد قدرتهم على التكيف والعيش داخل البيئات الحضرية والريفية المأهولة بالبشر مع استمرارهم في الحفاظ على طبيعتهم الوحشية البرية ميزة تميز الأسوانغ عن معظم الوحوش الأخرى. الأسوانغ عمومًا يخافون من الضوء. كانت تقام الجنائز بالإضاءة الساطعة لضمان عدم مجيء الأسوانغ إلى الجنازة لسرقة الجثة والتغذي عليها. كما أنهم ينزعجون من الضوضاء، ولكن هناك حالات نادرة توصف فيها الأسوانغ بحضور الحفلات الصاخبة.
تقليديًا، يوصف الأسوانغ بأنهم وحوش ذات بعد واحد وشريرة بطبيعتها، دون دوافع واضحة سوى إلحاق الأذى والتهام المخلوقات الأخرى. قد يُعتبر سلوكهم الشرير بشكل علني انقلابًا على القيم الفلبينية التقليدية. الأسوانغ التقليدي لا يتحيز عند اختيار فريسته ولن يتردد في استهداف أقاربه: هذا يمثل انقلابًا على القيمة الفلبينية التقليدية التي تعزز القرابة القوية والقرب الأسري. يُوصف الأسوانغ بأنهم غير نظيفين ويفضلون اللحم البشري النيء على الطعام الموجود في الثقافة الفلبينية التقليدية. كما غالباً ما يتم وصف الأسوانغ بسلوكهم الفاحش، حيث تعرض أنثى الأسوانغ أعضائها التناسلية في تناقض مع قيم الحشمة التقليدية.
هناك عدة علاجات وإجراءات مضادة لطرد أو قتل الأسوانغ. تتنوع الإجراءات المضادة المختلفة اعتمادًا على الأهمية الثقافية والرمزية لكل أداة. تُعتبر الأشياء المقدسة، والتوابل، والملح، والرماد، وذيل سمك اللادغة، والقشريات الكبيرة، والخل، ومضغ جوز الأريق، والبول كلها أدوات للحماية من الأسوانغ. يُقال أيضًا أن قلب السلم المؤدي إلى المنزل يعتبر إجراءً مضادًا للأسوانغ.
لأن الأسوانغ كان يُعتقد أنهم سبب حالات الإجهاض، تم تطوير إجراءات مضادة لطرد الأسوانغ ومنعهم من التجول أثناء الولادة. إحدى هذه الطرق هي أن يبقى زوج المرأة الحامل تحت المنزل عاريًا بينما يلوح بالسيف بشكل غاضب. يجب إدخال العصي الحادة أو السكاكين بين أعواد الخيزران في أرضية المنزل لمنع الأسوانغ من الأختباء تحت المنزل. بالإضافة إلى ذلك، لا ينبغي أن يبقى المرضى في منازل بها ثقوب وينصح بعدم التأوّه حتى لا يجذبوا الأسوانغ.
هناك أيضًا زيت خاص مضاد للأسوانغ يمكن تحضيره. لتحضير هذا الزيت، يجب اختيار جوز هند معين ومراقبته أثناء نموه. يجب قطفه عند الغسق خلال اكتمال القمر عندما يكون هناك رطوبة وكئابة، وينبغي أن يكون النسيم بارد. يجب بشر جوز الهند وعصر عصيره. يُغلى المزيج حتى يصبح زيتًا. تُتلى صلوات سرية ويتم رمي كل المخلفات في البحر حتى لا يتمكن الأسوانغ من تتبع من صنع الزيت. عند الانتهاء، يجب تعليق الزيت على باب المنزل؛ سيبدأ في الغليان عندما يكون الأسوانغ قريبًا.
هناك طرق أخرى لاكتشاف الأسوانغ دون استخدام الزيت الخاص. تُعتبر أصوات الخدش في سقف المنزل غالبًا علامة على وجود أسوانغ قريب. يمكن اكتشاف الأسوانغ المتنكر عن طريق التحقق مما إذا كان انعكاسك في عين المخلوق مقلوبًا. بالإضافة إلى ذلك، يُقال إن الكلاب والقطط والخنازير التي لا تملك ذيولًا هي أسوانغ متنكر. خلال القداسات المقدسة، سيحاول الأسوانغ أيضًا تجنب البركات.
لقتل ساحرة الأسوانغ، يمكن إستخدام سكين "بولو" لضرب منتصف ظهر الساحرة؛ إذا لم يتم ضرب تلك المنطقة، يمكن للساحرة لعق جراحها لشفاء إصاباتها. بعد قتل الأسوانغ بسكين البولو، يجب غرس السكين تحت الأرض. لا ينصح بإستخدام الأسلحة النارية لقتل الأسوانغ ويكون بلا فائدة الطعن والضرب بأسوانغ وهي في شكل حيوان. يمكن إستخدام صلوات سحرية لجعل الأسوانغ عرضة للخطر؛ بينما تكون في هذه الحالة الضعيفة، يجب تقطيع جسدها إلى قطع. إذا قُطعت الأسوانغ إلى قطعتين، يجب فصل كل قطعة ونقلها إلى ضفتي نهر متقابلتين.
 

## قراءة إضافية
- Cruz، Neal (31 أكتوبر 2008). "As I See It: Philippine mythological monsters". Philippine Daily Inquirer. مؤرشف من الأصل في 2015-02-21.
- Eugenio، Damiana (2002). Philippine Folk Literature: The Legends. Matt Asombrado Paculba City: University of the Philippines Press. ص. 490. ISBN:978-971-542-357-1.
- "The Philippine Islands, 1493–1898. Edited by Emma Helen Blair and James A. Robertson. Vol. VII., 1588–1591; Vol. VIII., 1591–1593; Vol. IX., 1593–1597. (Cleveland: The Arthur H. Clark Company. 1903. Pp. 320, 320, 329.)". The American Historical Review. 1904. DOI:10.1086/ahr/9.3.554. ISSN:1937-5239.
- Ramos، Maximo D. (1971). Creatures of Philippine Lower Mythology. Quezon City: University of the Philippines Press. ISBN:978-971-06-0691-7.
- Ocampo، Ambeth (16 فبراير 2010). "Looking Back: 'Aswang' and counter-insurgency". Philippine Daily Inquirer. مؤرشف من الأصل في 2010-02-20.
- The Aswang Phenomenon – Full Documentary on the Filipino Vampire على يوتيوب